# Canoas Sport Club
Canoas Sport Club je brazilský fotbalový klub z Canoas. Klub byl založen v roce 1998 a svoje domácí utkání hraje na Complexo Esportivo da Ulbra s kapacitou 5 000 diváků.